# Kaas (film)
Kaas is een Vlaams-Nederlandse film uit 1999 in een regie van Orlow Seunke. Kaas is de verfilming van de novelle Kaas van Willem Elsschot.

## Verhaal
Frans Laarmans kan een kantoorbaan op een scheepswerf in Antwerpen opgeven en een vertegenwoordigersfunctie bij een groot kaasbedrijf opnemen, als hij erin slaagt 20 ton volvette Edammer kaas verkocht te krijgen. Hij blijkt niet geschikt voor een verkoopfunctie, verliest zich in details en blijft met de kaas zitten. Uiteindelijk moet hij terug naar zijn oude functie.

## Rolverdeling
| Acteur                    | Personage                    |
| ------------------------- | ---------------------------- |
| Josse De Pauw             | Frans Laarmans               |
| Frieda Pittoors           | Fine Laarmans                |
| Din Meysmans              | Jan Laarmans                 |
| Marie Vinck               | Ida Laarmans                 |
| Bert André                | dokter Laarmans              |
| Mevrouw Boon              | moeder Laarmans              |
| Guusje van Tilborgh       | Zuster 1                     |
| Stany Crets               | neef Oscar                   |
| Jakob Beks                | Hamer                        |
| Mia Grijp                 | Anna van der Tak             |
| Roger Bolders             | Bartherotte                  |
| Robert Borremans          | Dhr. van Schoonbeke          |
| Jappe Claes               | Man2                         |
| Hubert Damen              | Kaasman Hellemans            |
| Marc Didden               | Kaasman Bruane               |
| Pieter Embrechts          | Erfurt                       |
| Arend Jan Heerma van Voss | Hornstra                     |
| Ludo Hoogmartens          | Agressieve sollicitant       |
| Daan Hugaert              | Kaasman Hellemans            |
| Monique Kuipers           | Secretaresse van Hornstra    |
| Guido Lauwaert            | Tuil                         |
| Gerda Marchand            | Dame bij kaaswinkel          |
| Hans De Munter            | Kaas-agent                   |
| Viviane De Muynck         | Madame Peeters               |
| Wim Opbrouck              | Medewerker van Blauwhoedveem |
| Tania Poppe               | Meid                         |
| Dirk Roofthooft           | Boorman                      |
| Mil Seghers               | Man 3 (Van der Zijpen)       |
| Fania Sorel               | Winkeljuffrouw van Platen    |
| Jan Steen                 | Hongerige sollicitant        |
| Jaak Van Assche           | Man 1                        |
| Peter Van den Begin       | Van der Zijpen Jr.           |
| Peter Van den Eede        | Kaasman Dupierreux           |
| Fred Van Kuyk             | Kaasboer Platen              |
| Mieke Verheyden           | Zuster van Man 1             |